# Bernhard Hänsel
Bernhard Hänsel (* 24. Mai 1937 in Stuttgart; † 1. April 2017 in Burow) war ein deutscher Prähistorischer Archäologe.

## Werdegang
Im Jahr nach seiner Geburt zog die Familie nach Dresden, wo er von 1951 bis 1955 die Kreuzschule besuchte. Nach dem Abitur folgte 1955/1956 ein studienvorbereitendes Praktikum am Landesmuseum für Vor- und Frühgeschichte Sachsens.
Nach seinem Studium an der Humboldt-Universität Berlin, der Universität Jena, Universität Wien und Universität Heidelberg wurde er 1964 bei Vladimir Milojčić mit einer Dissertation mit dem Titel Beiträge zur Chronologie der mittleren Bronzezeit im Karpatenbecken promoviert. 1964 arbeitete er als Assistent an der Universität Heidelberg, bevor er 1965 das Reisestipendium des Deutschen Archäologischen Instituts antrat. Von 1966 bis 1972 war er Hochschulassistent an der Universität Bochum, von 1973 bis 1976 Dozent an der Universität Erlangen. Von 1976 bis 1981 war er als Nachfolger von Georg Kossack ordentlicher Professor an der Universität Kiel und von 1981 bis zu seiner Emeritierung 2006 an der FU Berlin.
Im Themenbereich Vor- und Frühgeschichte sowie der prähistorischen Archäologie Südosteuropas zählte Bernhard Hänsel zu den internationalen Kapazitäten. Im Laufe der Jahrzehnte leitete und betreute er Ausgrabungsprojekte in Griechenland, Serbien, Kroatien und Italien.
Die Grabung, die er mit Biba Teržan in enger Kooperation mit dem Archäologischen Museum in Pula in Monkodonja organisierte, zielte auf die Erforschung einer früh- bis mittelbronzezeitlichen (ca. 1800 bis 1300 vor Chr.) befestigten Siedlung des Castelliere-Typs bei Rovinj in Istrien im kroatischen Karst. Mit diesem Projekt hoffte man, die Erforschung protourbaner Strukturen innerhalb Europas vorantreiben zu können.
Zu Hänsels Forschungsschwerpunkten zählte die Bronzezeit, die frühe Eisenzeit, insbesondere in Südosteuropa, deren Siedlungsarchäologie, die dazugehörige Chronologie und Hortfunde. Außerdem schaltete sich Bernhard Hänsel in die Tübinger Troja-Debatte ein.
Wichtig war ebenfalls sein früher Beitrag zur Helgoland-Forschung. Er wollte 1978 zeigen, dass Helgoland im Mittelalter Kupferlieferant war und stellte die These auf, dass Helgoland in das Handelsnetzwerk der Nordischen Bronzezeit eingebunden war. Er arbeitete weiter in diesem Forschungsbereich: Die Literatur über ein Steinkistengrab der Insel war bekannt, der Fund aber im Berliner Museum für Vor- und Frühgeschichte in Vergessenheit geraten. Zusammen mit seiner Ehefrau Alix Hänsel deutete er diese Steinkiste nach der Wiederentdeckung 2009 neu. Kritisch wird über Thesen zum Helgoländer Kupfer im Anschluss an Jürgen Spanuth diskutiert.
Im Zuge von Reformbestrebungen in der deutschen Archäologie war Hänsel am 25. Oktober 1969 Gründungsmitglied und zweiter stellvertretender Vorsitzender der Deutschen Gesellschaft für Ur- und Frühgeschichte. Jens Lüning wurde damals zum ersten stellvertretenden Vorsitzenden gewählt und Winrich Schwellnus übernahm den Vorsitz. sowie 1970 Gründer und Sprecher der „Arbeitsgemeinschaft Bronzezeit“. Als weiteres Reformprojekt erschien ab 1971 die Zeitschrift Archäologisches Korrespondenzblatt, an deren Entstehung er mitwirkte und bei der er Redakteur für die Bronzezeit war. 1989 erfolgte mit Jens Lüning die Gründung der Schriftenreihe „Universitätsforschungen zur Prähistorischen Archäologie“ beim Habelt-Verlag.

## Ehrungen
Von der Slowakischen Akademie der Wissenschaften und der Universität Bukarest bekam Bernhard Hänsel die Ehrendoktorwürde verliehen. Er war Mitglied der Polnischen Akademie der Gelehrsamkeit (PAU) in Krakau und der Sächsischen Akademien der Wissenschaften.
Am 4. April 2017 wurde Bernhard Hänsel die Ehrenmitgliedschaft der Österreichische Gesellschaft für Ur- und Frühgeschichte verliehen.

## Veröffentlichungen
Monographien und Beiträge:
- Beiträge zur regionalen und chronologischen Gliederung der älteren Hallstattzeit an der unteren Donau (= Beiträge zur ur- und frühgeschichtlichen Archäologie des Mittelmeer-Kulturraumes. 16–17). Habelt, Bonn 1976 (Dissertation).
- Gaben an die Götter – Schätze der Bronzezeit Europas – Eine Einführung. In: Alix Hänsel, Bernhard Hänsel: Gaben an die Götter. Schätze der Bronzezeit Europas (= Museum für Vor- und Frühgeschichte. Bestandskatalog. 4). Museum für Vor- und Frühgeschichte, Berlin 1997, ISBN 3-88609-201-1, S. 11–22.
- Die archäologische Forschung Ungarns in Europa. In: Deutsch-Ungarische Gesellschaft. Almanach. 2, 2003/2004, ISSN 1613-7264, S. 99–115.
- mit Kristina Mihovilić, Biba Teržan: Monkodonja: Istraživanje protourbanog naselja brončanog doba Istre. Knjiga 1. Iskopavanje i nalazi građevina / Monkodonja: Forschungen zu einer protourbanen Siedlung der Bronzezeit Istriens. Teil 1. Die Grabung und der Baubefund (= Monografije i katalozi Arheološki muzej Istre 25). Pula 2015, ISBN 978-953-6153-92-3.

Herausgeberschaften:
- mit Alix Hänsel: Gaben an die Götter. Schätze der Bronzezeit Europas (= Museum für Vor- und Frühgeschichte. Bestandskatalog. 4). Museum für Vor- und Frühgeschichte, Berlin 1997, ISBN 3-88609-201-1.
- mit Kristina Mihovilić, Biba Teržan, Damir Matošević, Cornelia Becker: Rovinj prije Rima = Rovigno prima dei Romani = Rovinj vor den Römern. Oetker-Voges, Kiel 2002, ISBN 3-9353-02-8.
- mit Berthold Riese, Georg Pfeffer, Herbert Ullrich, Heidi Peter-Röcher, Annette Lewerentz: Mitteilungen der Berliner Gesellschaft für Anthropologie, Ethnologie und Urgeschichte. ISSN 0178-7896.
- Herausgeber der Reihe Prähistorische Archäologie in Südosteuropa (PAS).
- Mitherausgeber der Zeitschriften Klio seit 1993 und Offa 1980.
- Seit 1982 Hauptherausgeber der Prähistorischen Zeitschrift.